# Division 1 i fotboll för damer
Division 1 är sedan 2013 den tredje högsta divisionen i fotboll för damer i Sverige, under Damallsvenskan och Elitettan.

## Historik och utveckling
Till och med 1974 var det distrikten som organiserade allt seriespel för damer. Säsongen 1972 organiserades en inofficiell, i betydelsen att den inte var sanktionerad av Svenska Fotbollförbundet, nationell mästarcup, Rikscupen eller Riksmästerskapet, och året efter, 1973, organiserar Svenska Fotbollförbundet Svenska Mästerskapet som en cup för distriktsmästare. För de större distrikten fick även tvåan i distriktsmästerskapet delta. Några serier ovanför distriktsnivå spelades dock inte.

### 1975–1977: Regionala serier
Redan 1974 hade det bildats en regional serie, Västra Svealand, som hade lag från åtminstone tre distrikt: Värmland, Västmanland och Örebro. Det hade också beslutats om ett rikstäckande seriesystem på en nivå ovanför distriktsnivån, och i bland annat Stockholm blev de två bästa lagen i Klass I kvalificerade dit.
Säsongen 1975 skulle således ett system med regionala serier i hela riket inledas, som administrerades genom samverkan mellan distriktsförbund inom samma del av landet. Tempot var dock olika för olika delar av landet. I södra och norra Sverige skapades sammanslagna högstaserier inom distrikten, och regionserierna kom inte igång förrän 1976. Åtminstone följande serier kom igång under perioden 1974–1976:
- Första säsong 1974:
  - Västra Svealands Damserie: Distrikt: Värmland, Västmanland och Örebro. Dalarna kom med 1976.
- Första säsong 1975:
  - Östra Svealands Damserie: Distrikt: Stockholm, Södermanland, Uppland och Östergötland.
  - Västsvenska Damserien: Distrikt: Västergötland, Göteborg, Halland, Bohuslän och Dalsland.
- Första säsong 1976:
  - Sydsvenska Damserien: Distrikt: Skåne, södra Halland
  - Södra Norrlands Damserie: Distrikt: Medelpad, Hälsingland och Gestrikland.
  - Norra Norrlands Damserie: Distrikt: Norrbotten, Västerbotten
  - Mellersta Norrlands Damserie: Jämtland/Härjedalen, Ångermanland

Gotland deltog inte i "fastlandsserierna" under 1975 eller 1976. Både Hemse BK, som vann Damserien Gotland 1974 och 1976, och Graip, som vann 1975, hade önskemål om spel i Östra Svealand. Gotlands Fotbollförbund stoppade dem dock från spel där.
När seriespel för damfotboll instiftades på nationell nivå så utgjorde Division I den högsta nationella nivån för damfotboll. 1978–1987 var ligan uppdelad på flera regionala serier, där de bästa lagen i respektive serie gick till slutspel om svenska mästerskapet. Till säsongen 1988 instiftades Damallsvenskan som Sveriges högsta nivå, med en gemensam serie för hela Sverige. Division I blev då den näst högsta nivån, direkt under Damallsvenskan.
Under de här åren fanns det inget slutspel mellan segrarna i de olika serierna, och Svenska Mästerskapet avgjordes fortfarande i cupform mellan distriktsmästare.

#### Införandet av regionala Division I- och Division II-serier
Till säsongen 1977 gjordes det regionala seriesystemet om. Antalet serier på högsta nivå minskade till tre för Götaland och Svealand, och döptes om till Division I, samtidigt som det infördes en till regional nivå under dessa, Division II, med fem serier. De tre Norrlandsserierna fanns dock kvar som tidigare. Där blev Division II högsta distriktsserie. Efter att Hemse BK hade överklagat GFF:s beslut hos SvFF deltog även Gotland med att lag i Division II Östra Svealand. Seriesystemet såg därför ut som:
| Division I  | Norra Norrland                          | Norra Norrland                          | Mellersta Norrland                      | Mellersta Norrland                      | Södra Norrland                          | Södra Norrland                          | Södra Norrland                          | Svealand        | Svealand        | Svealand        | Svealand        | Svealand       | Svealand       | Svealand       | Svealand       | Norra Götaland | Norra Götaland | Norra Götaland        | Norra Götaland        | Norra Götaland        | Södra Götaland        | Södra Götaland       | Södra Götaland       | Södra Götaland       |
| Division II | Division II fanns inte på regional nivå | Division II fanns inte på regional nivå | Division II fanns inte på regional nivå | Division II fanns inte på regional nivå | Division II fanns inte på regional nivå | Division II fanns inte på regional nivå | Division II fanns inte på regional nivå | Västra Svealand | Västra Svealand | Västra Svealand | Västra Svealand | Östra Svealand | Östra Svealand | Östra Svealand | Östra Svealand | ...            | ...            | Västsvenska Damserien | Västsvenska Damserien | Västsvenska Damserien | Västsvenska Damserien | Sydsvenska Damserien | Sydsvenska Damserien | Sydsvenska Damserien |
| Distrikt    | Norrbotten                              | Västerbotten                            | Jämtland- Härjedalen                    | Ångermanland                            | Medelpad                                | Hälsingland                             | Gestrikland                             | Dalarna         | Värmland        | Örebro          | Västmanland     | Uppland        | Södermanland   | Stockholm      | Gotland        | Östergötland   | Småland        | Dalsland              | Bohuslän              | Västergötland         | Göteborg              | Halland              | Skåne                | Blekinge             |

### Förbundsserierna 1978–
Inför säsongen 1978 så var det flera saker som hände.
1. Förbundet tar över administrationen av Division I och II.
2. Föreningen Elitfotboll Dam (EFD) bildas som en intresseförening för klubbarna på den högsta nivån, motsvarande Svensk Elitfotboll.[3][12]
3. Svenska Mästerskapet upphör i cupform. Istället införs ett slutspel för segrarna i Division 1-serierna.[5]
4. Återigen blir det en omorganisation av Division I- och II-serierna.[2]

EFD och SvFF räknar starten av Division 1 till detta år, och ibland starten av Damallsvenskan (fast uppdelad på flera serier). Ur klubbarnas perspektiv verkar det dock vara en marginell förändring, där den stora skillnaden är att SM avgörs i ett slutspel istället för i cupform. Serierna började dock kallas Allsvenskan i medier.
Ligan är de första två åren uppdelad på sex serier, som året innan, men med sex Division II-serier under. En förändring är att Svealand/Götaland delar in Division I i Södra, Västra och Östra, och släpper indelningen i landsdelar.
Till säsongen 1980 minskas antalet serier så att det blir fem Division I-serier, med tio Division II-serier under. 1982 minskas antalet serier ytterligare, till fyra Div. 1- och åtta Div 2-serier. 1984 minskas det till två Div 1-serier. Antalet Div 2-serier är dock oförändrat, men minskar 1987 till sex.

### 1988 – Damallsvenskan bildas
Damallsvenskan bildas 1988, och blir då högsta serie i Sverige, samt övertar kvalificeringen till SM. Division I blir därmed näst högsta serienivå, med uppflyttning till Damallsvenskan. Under perioden 1988–2012 utgör serien nivå 2 i det svenska seriesystemet.
För Division I- och II-serierna har detta mindre betydelse avseende administration och indelning. Det fortsätter att vara två Division I-serier, Norra och Södra. Mellan 1995 och 2001 är det tre serier, Norra, Mellan och Södra,  med 10 lag i varje. Säsongen 2002, och till och med 2012 års säsong, återgick man till två serier, nu under namnen Norrettan och Söderettan.

### 2013 – Elitettan och den stora förändringen
Inför säsongen 2013 genomfördes en större förändring av seriesystemet. Elitettan bildades med 14 lag, och blev ny andranivå i Sverige, under Damallsvenskan. Även sex Division 1-serier (Norrland, Norra Svealand, Södra Svealand, Mellersta Götaland, Norra Götaland samt Södra Götaland) bildades med 12 lag i vardera, och blev ny tredjenivå. Serierna ersatte de tidigare två Division 1- och nio Division 2-serierna, med tolv respektive tio lag per serie. Antalet lag som spelade i Sveriges andra- och tredjenivå minskade därmed från 114 till 86 och Division 1 blev tredje högsta nivå i det svenska seriesystemet.
På sätt och vis bröts kontinuiteten av Division 1 i och med detta. Elitettan kan ses som fortsättningen på gamla Division 1, där de två serierna slogs ihop till en, och namnet Division 1 övertogs av gamla Division 2, samtidigt som en helt ny division infördes under denna. På det sättet var förändringen faktiskt större för Division 1 än vad införandet av Damallsvenskan var 1988.
De två seriesegrarna gick till och med 2011 upp till Damallsvenskan, medan de tre sista i varje serie flyttades ner till Division 2. Under övergångsåret 2012 kvalade ettan och tvåan i de båda serierna mot varandra om två platser i Damallsvenskan 2013. De två förlorarna i kvalet samt lag tre till sex blev kvalificerade för spel i Elitettan 2013. Lagen som slutade sjua fick kvala mot varsitt Division 2-lag om två platser, medan lag 8 till 12 i de båda serierna åkte ner i de nya Division 1-serierna 2013. 2013–2022 har de sex vinnarna i Division 1-serierna kvalat inbördes om tre platser i Elitettan.

### 2023 – Nya serieomläggningar
På Svenska Fotbollförbundets representantskap 2021 beslutades om en ny serieomläggning av Division 1. Den så kallade Damserieutredningen hade förberett ett förslag om att Division 1 från och med säsongen 2023 skall spelas som tre serier med fjorton lag i varje serie. Säsongen 2022 skall fungera som övergångsår. Förbundsstyrelsen fick också uppdraget att utreda om Division 2 bör vara en förbundsserie, och återkomma med förslag till representantskapet 2022.
Konsekvensen för Division 1 2022 är att antalet lag kommer att minska från 72 (6×12) lag till 42 (3×14). Lag 1 kvalspelar till Elitettan, som tidigare. De sex sista lagen (lag 7–12) i varje serie flyttas ned till Division 2. Lag 6 kvalspelar för att stanna kvar i Division 1 2023.